# Coccolepididae
De Coccolepididae zijn een familie van uitgestorven straalvinnige beenvissen, bekend van het Vroeg-Jura tot het Vroeg-Krijt, waarvan de meeste oorspronkelijk werden verwezen naar het typegenus Coccolepis. Ze hadden een wijdverbreide verspreiding en werden gevonden in Noord- en Zuid-Amerika, Australië, Azië en Europa. Ze zijn vooral bekend uit zoetwateromgevingen, hoewel er verschillende soorten zijn gevonden in mariene omgevingen. Ze zijn morfologisch conservatief en hebben slecht verbeende endo- en exoskeletten, wat meestal resulteert in een slechte conservering. Dit maakt het moeilijk om soorten te onderscheiden. Het zijn over het algemeen kleine vissen, waarvan de grootste bekende exemplaren een lengte bereiken van eenentwintig centimeter. Historisch gezien zijn ze geclassificeerd als leden van de Palaeonisciformes, een parafyletische groepering van niet-neopterygische vissen, vanwege hun plesiomorfe conservatieve morfologie die sterk lijkt op die van vele andere groepen primitieve vissen. Er is gesuggereerd dat ze verwanten zijn van de Acipenseriformes binnen de Chondrostei.

## Taxonomie
- Coccolepis Agassiz, 1843 Solnhofener kalksteen, Duitsland, Laat-Jura (Tithonien)
  - Coccolepis bucklandi Agassiz, 1843
  - Coccolepis solnhofensis López-Arbarello en Ebert, 2021
- "Coccolepis" liassica Woodward, 1890 Blue Lias of Charmouth Mudstoneformatie, Engeland, Vroeg-Jura (Sinemurien)
- "Coccolepis" australis Woodward, 1895 Talbragar fossielbedden, Australië, Laat-Jura (Tithonien)
- Morrolepis Kirkland, 1998
  - M. schaefferi Kirkland, 1998 Morrison-formatie, Verenigde Staten, Laat-Jura (Tithonien)
  - M. aniscowitchi (Gorizdro-Kulczycka), 1926 Karabastauformatie, Kazachstan, Midden- tot Laat-Jura (Callovien/Oxfordien)
  - M. andrewsi (Woodward, 1891) Purbeck Group, Verenigd Koninkrijk, Vroeg-Krijt (Berriasien)
- Barbalepis Olive, Taverne en López-Arbarello, 2019 Sainte-Barbe Claysformatie, België, Vroeg-Krijt (Barremien/Aptien) voorheen Coccolepis macroptera Traquair, 1911
- Condorlepis López-Arbarello, Sferco en Rauhut, 2013
  - Condorlepis groeberi (Bordas, 1943) Cañadón Calcáreoformatie, Argentinië, Laat-Jura
  - Condorlepis woodwardi (Waldman, 1971) Koonwarra fossielbed, Australië, Vroeg-Krijt (Aptien)
- Iyalepis Sytchevskaya, 2006 Cheremkhovskayaformatie, Rusland, Vroeg-Trias (Toarcien) voorheen Angaraichthys rohoni Sytchevskaya en Yakovlev, 1985
- Plesiococcolepis Wang, 1977 Lingling-Hengyang, Hunan, China, Vroeg-Jura
  - Plesiococcolepis hunanensis Wang, 1977
- Sunolepis Liu, 1957 Yumen, Gansu Province, China, Laat-Jura of Vroeg-Krijt
  - Sunolepis yumenensis Liu, 1957